# Saison 2017 de l'équipe cycliste Amore & Vita-Selle SMP-Fondriest
La saison 2017 de l'équipe cycliste Amore & Vita-Selle SMP-Fondriest est la treizième de cette équipe.

## Préparation de la saison 2017

### Arrivées et départs
| Arrivées            | Équipe 2016           |
| ------------------- | --------------------- |
| Besmir Banushi      |                       |
| Marco Bernardinetti | Ciclistica Malmantile |
| Mikel Elorza        | Ampo-Goierriko TB     |
| Klinti Grembi       |                       |
| Josep Miralles      | Tusnad                |
| Donald Mukaj        |                       |
| Autin Sufa          |                       |
| Olsian Velia        |                       |
| Yovcho Yovchev      |                       |

| Départs            | Équipe 2017       |
| ------------------ | ----------------- |
| Eugenio Bani       | RTS-Monton Racing |
| Volodymyr Fredyuk  |                   |
| Mattia Gavazzi     |                   |
| Yukinori Hishinuma | Ukyo              |
| Volodymyr Kogut    | Kolss             |
| Paolo Lunardon     | RTS-Monton Racing |
| Yevhenii Manko     |                   |
| Sergii Movchan     |                   |
| Dmytro Ponomarenko |                   |
| Bogdan Ryaposov    |                   |
| Oleksii Tarkovskyi |                   |

## Coureurs et encadrement technique

### Effectif
| Cycliste            | Date de naissance | Nationalité | Équipe 2016            |  |
| ------------------- | ----------------- | ----------- | ---------------------- |  |
| Besmir Banushi      | 24 juillet 1988   | Albanie     |                        |  |
| Marco Bernardinetti | 11 juillet 1991   | Italie      | Ciclistica Malmantile  |  |
| Danilo Celano       | 7 décembre 1989   | Italie      | Amore & Vita-Selle SMP |  |
| Mikel Elorza        | 7 janvier 1991    | Espagne     | Ampo-Goierriko TB      |  |
| Pierpaolo Ficara    | 16 février 1991   | Italie      | Amore & Vita-Selle SMP |  |
| David Galarreta     | 2 juillet 1993    | Espagne     | Amore & Vita-Selle SMP |  |
| Klinti Grembi       | 11 mars 1995      | Albanie     |                        |  |
| Redi Halilaj        | 31 août 1989      | Albanie     | Amore & Vita-Selle SMP |  |
| Uri Martins         | 7 août 1990       | Mexique     | Amore & Vita-Selle SMP |  |
| Josep Miralles      | 13 décembre 1994  | Espagne     | Tusnad                 |  |
| Donald Mukaj        | 22 septembre 1989 | Albanie     |                        |  |
| Autin Sufa          | 20 juillet 1988   | Albanie     |                        |  |
| Olsian Velia        | 20 janvier 1994   | Albanie     |                        |  |
| Yovcho Yovchev      | 27 mars 1991      | Bulgarie    |                        |  |
| Marco Zamparella    | 1er octobre 1987  | Italie      | Amore & Vita-Selle SMP |  |

## Bilan de la saison

### Victoires
| Victoires | Victoires         | Victoires | Victoires | Victoires     | Victoires |
| Date      | Course            | Pays      | Classe    | Vainqueur     |           |
| --------- | ----------------- | --------- | --------- | ------------- | --------- |
| 9 avr.    | Tour des Apennins | Italie    | 1.1       | Danilo Celano |           |